# Borås
Borås [buˈroːs] – miasto (tätort) w Szwecji, w regionie administracyjnym (län) Västra Götaland. Ośrodek administracyjny (centralort) gminy Borås. Do 1970 roku Borås miało administracyjny status miasta.
W mieście rozwinął się przemysł włókienniczy, odzieżowy, skórzany oraz drzewny. Swoją siedzibę ma tutaj wiele firm zajmujących się sprzedażą wysyłkową. Posiada również rozwiniętą infrastrukturę turystyczną.
W 2015 roku Borås liczyło 71 700 mieszkańców (15. pod względem zaludnienia tätort Szwecji).

## Położenie
Borås leży nad uchodzącą do cieśniny Kattegat rzeką Viskan w prowincji historycznej (landskap) Västergötland. Stanowi główny ośrodek nieformalnego regionu Sjuhäradsbygden.

## Demografia
Liczba ludności tätortu Borås w latach 1960–2015:

## Sport
- IF Elfsborg - klub piłki nożnej rozgrywający swoje spotkania na Borås Arena
- Borås HC - klub hokeja na lodzie rozgrywający swoje spotkania na Borås Ishall

## Współpraca zagraniczna
Miasta patnerskie gminy Borås (2017):

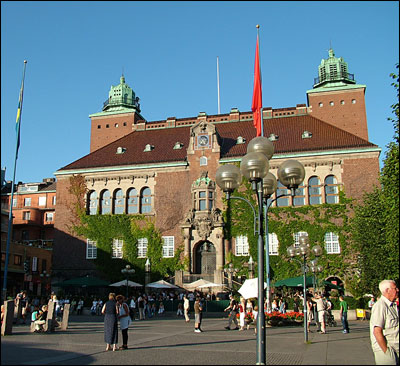
Ratusz w Borås

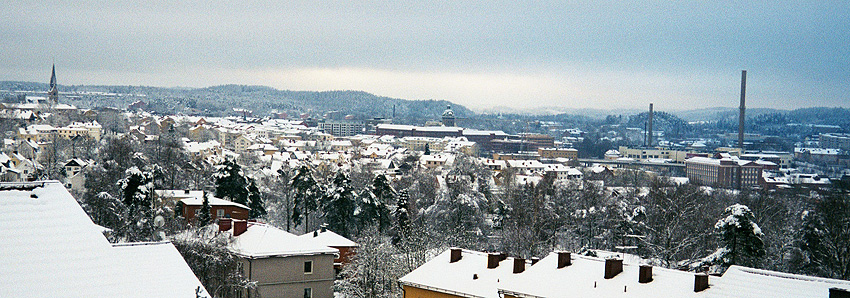
Borås zimą

- Vejle, Dania
- Mikkeli, Finlandia
- Molde, Norwegia
- Espelkamp, Niemcy.